# 劉殿墀
劉殿墀（英語：Roch Liu Dian-x；—1985年4月4日；聖名：洛克），是天主教中國籍神父，中國天主教愛國會自選自聖吉林教區主教（1982年-1985年）。

## 生平
劉殿墀出生於中國。1980年代初。吉林教區逐步恢復運作。1982年，由中國政府控制的組織中國天主教愛國會推行下，吉林教區未獲教宗准許，選出劉殿墀為吉林教區主教候選人。
同年10月10日，劉殿墀由山東濟南總教區主教宗懷德主禮，湖北漢陽教區主教塗世華和河北永平教區主教劉景和襄禮自選自聖晉牧。事後，因劉殿墀在未獲得時任教宗若望保祿二世准許，自選自聖違反《天主教法典》被絕罰。
1983年7月24日，刘殿墀為61歲的張翰民在於吉林市耶稣圣心主教座堂晉鐸。1985年4月4日，劉殿墀在中國逝世。